# Bettana

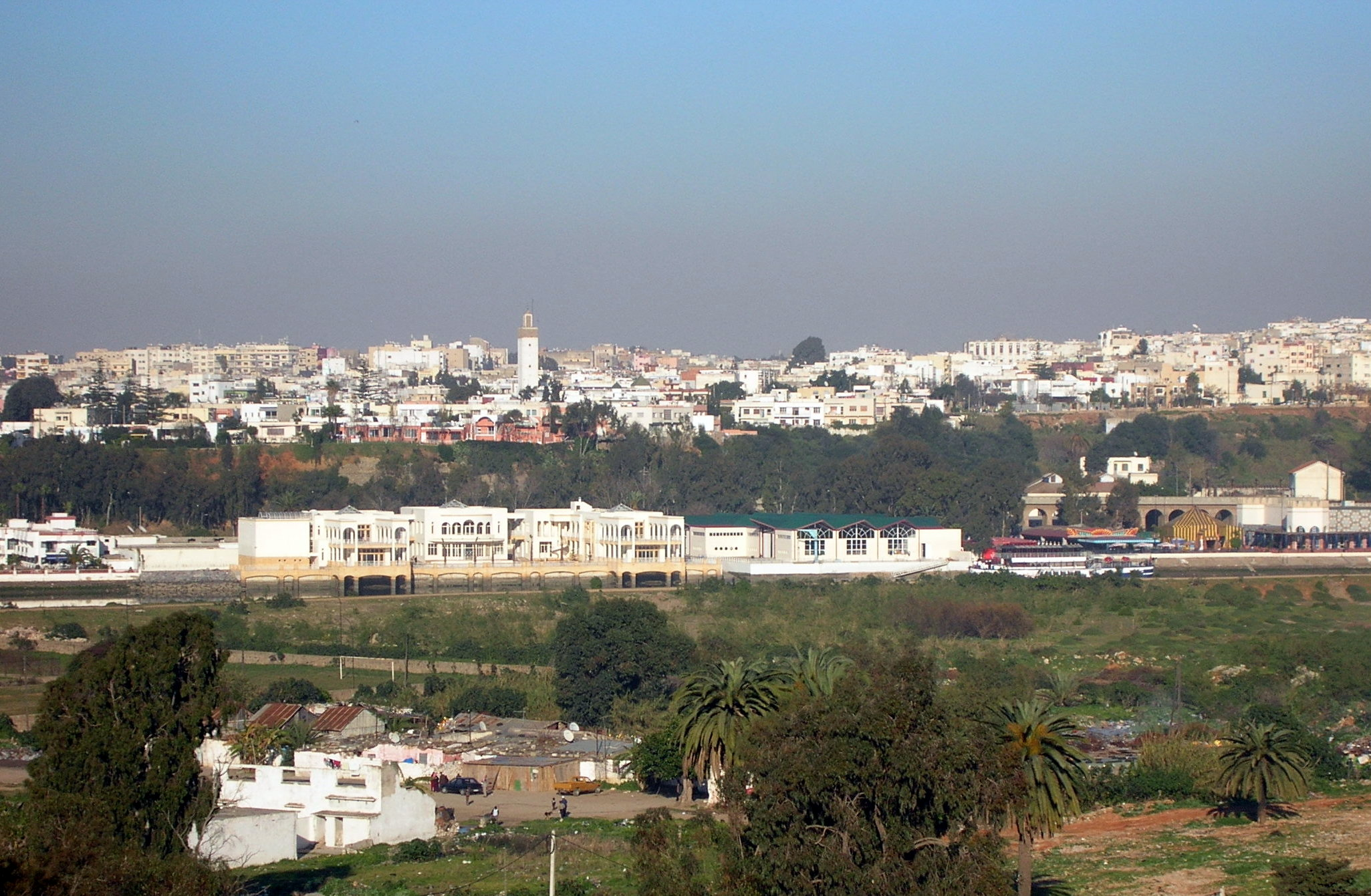
Vue générale sur le quartier de Bettana

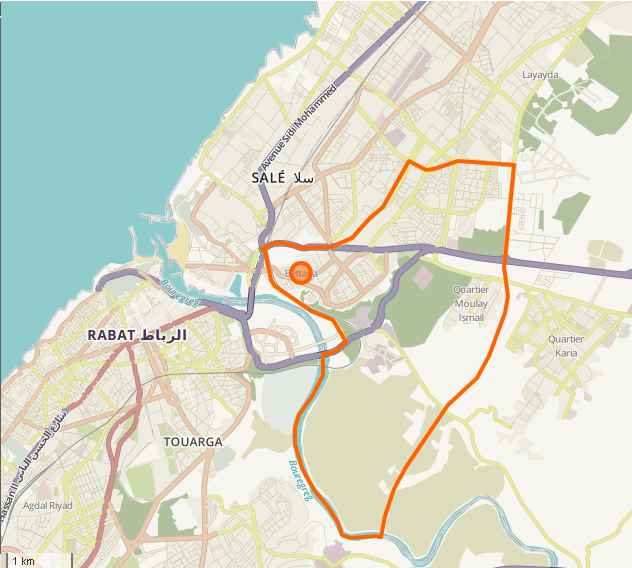
Carte de Bettana

Bettana est un des 5 arrondissements de la ville de Salé, elle-même située au sein de la préfecture de Salé, dans la région de Rabat-Salé-Kénitra. 
Cet arrondissement a connu, de 1994 à 2004, une hausse de population, passant de 102 142 à 103 165 habitants.  En 2024, sa population atteint 76 223 habitants.
Depuis les élections de 2021, le Président de cet arrondissement est Imadeddine Rifi (عماد الدين الريفي)[réf. souhaitée].